# 林明寛
林 明寛（はやし あきひろ、1987年11月9日 - ）は、日本の俳優・漁師である。2019年からは演出家・脚本家としても活躍。mitt management所属。血液型はB型。身長174cm、体重64kg、靴のサイズは27cm。福井県越前町（旧朝日町）出身。

## 来歴
18歳で上京し、一年間東京の俳優養成所に通った後の2008年に、「ミュージカル・テニスの王子様THE IMPERIAL PRESENCE氷帝feat．比嘉」より五代目海堂薫役として本格的に俳優デビューする。以降は、主に舞台を中心に活動。過去の所属は、ブルーシャトルの後砂岡事務所であった。2019年7月31日をもって砂岡事務所を退所。その後、フリーを経て2020年7月20日にmitt managementへの所属を発表。

## 人物
- 特技は陸上・野球・空手・殺陣・アクロバット・乗馬。
- ファンや共演者からは「アッキー」、「アキ」などの愛称で親しまれている。
- 海に囲まれて育った為、無類の魚好き。好きな魚は見るなら鮟鱇、食べるなら寒ブリ。
- 3人姉弟の末っ子。また、父が48歳の時の子だと話している。
- 実家は老舗の蕎麦屋。
- 小学生の時に軟式野球の全国大会に福井県代表で出場している。
- 好きな色は黒。
- 好きな映画は「ギルバート・グレイプ」。
- 長渕剛や矢沢永吉などの音楽をよく聴いている。
- カラオケの十八番はSpinnaB-ILLの「ライオンの子」。
- 養成所時代の同期に俳優の田中稔彦・飯田卓也・真佐夫などがいる。
- ミュージカル・テニスの王子様で共演した馬場良馬・高崎翔太などや、同じ砂岡事務所の鳥越裕貴などとも仲がよい。また、以前事務所の先輩だった郷本直也を兄のように慕っている。
- 磯貝龍虎とも仲が良く、かつて偶然同じマンションに住んでいた事がある。
- 映画「死ガ二人ヲワカツマデ…」で共演した事がきっかけで、ゴールデンボンバーの喜矢武豊とも親交がある。
- 「極楽とんぼ山本圭壱 けいちょんチャンネル」の魚介料理担当である。

## 出演

### テレビ
- 花ざかりの君たちへ〜イケメン♂パラダイス〜 第3・4話 （2007年7月17・24日、フジテレビ）
- サンシャイン デイズ（2007年、テレビ神奈川）
- ラズベリーボーイ!!（2013年9月28日、TOKYO MX） - 三宅喜一 役
- 『釣り猿』（2019年5月6日 - 、ホームドラマチャンネル）

### 映画
- ゲキアツ〜真夏のエチュード（2011年）
- 富士見二丁目交響楽団シリーズ 寒冷前線コンダクター（2012年3月）
- 死ガ二人ヲワカツマデ… 第二章 南瓜花-nananka-（2012年9月）[2]
- ハピネスインリトルプレイス（2012年12月）
- フェアトレードボーイ（2014年1月） - カッチャン 役
- マスタード·チョコレート（2017年4月）

### CM
- 任天堂DS「スパロボ学園」（2009年）

### 舞台
役名の太字は主演作品。
2008年
- ミュージカル テニスの王子様 The Imperial Presence 氷帝 feat.比嘉（2008年7月 - 11月） - 海堂薫 役
- ミュージカル テニスの王子様 The Treasure Match 四天宝寺 feat. 氷帝（2008年12月 - 2009年3月） - 海堂薫 役

2009年
- ミュージカル テニスの王子様 Dream Live 6th（2009年5月） - 海堂薫 役
- ミュージカル テニスの王子様 The Final Match 立海 First feat.四天宝寺（2009年7月 - 10月） - 海堂薫 役
- ミュージカル テニスの王子様 The Final Match 立海 Second feat.The Rivals（2009年12月 - 2010年3月） - 海堂薫 役
- アクサル第10回公演「BANANA FISH」（2009年） - ストリートキッズ 他

2010年
- ミュージカル テニスの王子様 Dream Live 7th（2010年5月） - 海堂薫 役
- 華鬼 （2010年） - 主演・木籐華鬼 役
- トライフルエンターテインメントプロデュース「コカンセツ！」（2010年） - 8月11日 日替わりゲスト・岩切　役
- 「【ユウコ】〜矢部家の大ピンチ！？笑う角には矢部来る！〜」（2010年） - 加藤優/矢部祐三郎 役

2011年
- アクサル第12回公演「贋作、宮本武蔵」（2011年）
- 華鬼・再演 （2011年） - 主演・木籐華鬼 役
- 「ミュージカル忍たま乱太郎」 第2弾・再演 （2011年7月1日 - 10日、シアターGロッソ） - 七松小平太 役
- 東北地方太平洋沖地震チャリティー公演「ポチッとな。-Switching On Summer-」 （2011年8月6日 - 14日） - 名倉英樹 役
- ルドビコ★vol.7「八犬伝―疾風異聞録―」（2011年9月16日 - 25日、原宿クエストホール） - 犬江親兵衛 役
- にほんのうた実行委員会「男子ing!!」（2011年10月14日 - 20日、相鉄本多劇場） - 佐藤先生 役
- ACTOR'S TRASH ASSH 第15回公演「SOUL FLOWER」（2011年11月9日 - 13日、笹塚ファクトリー） - 森ジョーカー 役

2012年
- 「ミュージカル忍たま乱太郎」 第3弾（2012年1月12日 - 22日、シアターGロッソ） - 七松小平太 役
- HYBRID PROJECT Vol.7 「ウォルター・ミティにさよなら」（2012年2月22日 - 26日、相鉄本多劇場）
- ACTOR'S TRASH ASSH 第16回公演「雷ケ丘に雪が降る」（2012年3月14日 - 18日、シアターグリーン） - 主演・鳴神雷切 役
- Smile Earth Project vol.1「男子ing!!」（2012年3月28日 - 4月1日、SPACE107） - マサヒロ 役
- amipro「ふしぎ遊戯　青龍編」（2012年4月25日 - 5月2日、博品館劇場） - 亢宿 役
- クリエイティヴ零プロデュース第一弾 舞台「逆境ナイン」 （2012年6月2日 - 10日、シアターグリーン） - 6月10日・日替わりゲスト
- 「ミュージカル忍たま乱太郎」 第3弾・再演 （2012年7月4日 - 15日、サンシャイン劇場） - 七松小平太 役
- スーパー・エキセントリック・シアタータイツマンズ10周年記念LIVE タイツの花道　覇道編 （2012年8月21日 - 26日、あうるすぽっと）
- 「舞台版・殿といっしょ」 （2012年11月21日 - 29日、吉祥寺前進座劇場） - 藤吉郎役

2013年
- 「ミュージカル忍たま乱太郎」 第4弾 （2013年1月9日 - 20日、サンシャイン劇場） - 主演・七松小平太 役
- 「絶対彼氏。」 （2013年3月16日 - 20日、シアター1010） - 白崎トシキ 役
- ゼロマンション第2回公演「ふらちな侍」 （2013年5月23日 - 26日、シアターサンモール） - 菊次郎 役
- 「ミュージカル忍たま乱太郎」 第4弾再演 （2013年6月21日 - 7月7日、シアターGロッソ） - 主演・七松小平太 役 [3]
- ポチッとな。-Switching On Summer-（2013年7月15日、俳優座劇場） - 日替わりゲスト
- 「逆転裁判 〜逆転のスポットライト〜」（2013年7月31日 - 8月4日、六行会ホール） - 矢張政志 役
- トライフルエンターテインメントプロデュース「異聞天狼伝〜會津新撰組残党記〜」 （2013年9月4日 - 11日、全労済ホールスペース・ゼロ）
- 「ラズベリーボーイ!!」（2013年10月9日 - 14日、シアターサンモール） - 主演・三宅喜一 役
- MOTHER マザー〜特攻の母 鳥濱トメ物語〜（2013年12月11日 - 15日、新国立劇場 小劇場） - 柴田正男 役

2014年
- 朗読劇「ハンサム落語」第三幕（2014年2月6日 - 11日、赤坂REDシアター）
- your theatre 0号公演 「トラベルモード」（2014年3月3日 - 9日、紀伊國屋サザンシアター）
- 「逆転裁判 〜逆転のスポットライト〜　再演」（2014年4月9日 - 13日、草月ホール） - 矢張政志 役
- オフィスコットーネプロデュース「garden」（2014年5月21日 - 26日、吉祥寺シアター） - 星野 役
- 劇団TEAM-ODAC第14回本公演「ぶっ壊したい世界」（2014年7月16日 - 21日、紀伊国屋ホール） - 主演・シュンイチ 役
- 「ラズベリーボーイ2」（2014年10月8日 - 13日、俳優座劇場） - 主演・三宅喜一 役
- 「ファンタシースターオンライン2 ON STAGE」（2014年12月4日 - 7日、青山劇場）

2015年
- 朗読劇「ハンサム落語」第五幕（2015年2月13日 - 22日、赤坂REDシアター/ 3月10日 - 15日、CBGK!!シブゲキ）
- 舞台「逆転裁判2〜さらば、逆転〜」（2015年4月29日 - 5月10日、俳優座劇場） - 矢張政志 役
- 「ラズベリーボーイ2」再演（2015年7月15日 - 20日、俳優座劇場） - 主演・三宅喜一 役
- 「轟然〜GO-ZEN〜」（2015年9月17日 - 20日、シアターサンモール） - 美女丸 役
- 200回公演記念コンサート「忍術学園 学園祭」（2015年10月16日 - 17日、ステラボール）

2016年
- 舞台「黒子のバスケ」THE ENCOUTER（2016年4月8日 - 24日、サンシャイン劇場） - 今吉翔一 役
- 「ラズベリーボーイ3 THE FINAL」（2016年5月20日 - 29日、俳優座劇場） - 主演・三宅喜一 役
- 舞台「逆転検事～逆転のテレポーテーション～」（2016年7月15日 - 24日、六行会ホール） - 矢張政志 役
- 30-DELUX「新版 国姓爺合戦」（2016年9月14日 - 18日、9月24日・25日、9月30日、10月14日 - 16日、シアター1010他）
- 朗読劇「ハンサム落語」第八幕（2016年11月1日 - 6日、CBGKシブゲキ!!/ 11月11日 - 13日、テイジンホール）
- 舞台「バグバスターズ」（2016年11月30日 - 12月14日、俳優座劇場） -  主演・赤木京介 役

2017年
- 劇団CATMINT 第12回公演「ほとけのいろは」（2017年1月11日-15日、CBGKシブゲキ!!）
- 舞台「真·三國無双」（2017年2月11日 - 19日、全労済ホールスペース・ゼロ）- 張飛 役
- 演劇集団Z-Lion 第8回公演「きっといいKotoあるravel」（2017年4月26日 - 30日、ザ・ポケット）
- 舞台「バグバスターズ 」再演（2017年5月25日 - 6月4日、俳優座劇場）[4]
- 舞台「黒子のバスケ」OVER-DRIVE（2017年6月22日 - 7月9日、AiiA 2.5 Theater Tokyo/7月13日   -　17日森ノ宮ピロティホール） - 今吉翔一 役[5]
- 家城啓之×小川菜摘　姉妹シリーズ第三弾「おねだり」（2017年9月26日 - 10月1日、シアターサンモール/10月5日 -6日、梅田HEPHALL）[6]
- 朗読劇「ハンサム落語」第九幕（2017年10月11日 - 22日、シアターサンモール）[7]
- 舞台「逆転検事～逆転のテレポーテーション～ 」再演（2017年11月2日 - 7日、全労済ホールスペース・ゼロ） - 矢張政志 役[8]
- 舞台「バグバスターズ2」（2017年11月23日 - 26日、俳優座劇場） -  主演・赤木京介 役[9]
- 舞台「バグバスターズ3」（2017年11月29日 - 12月3日、俳優座劇場） -  主演・赤木京介 役[9]
- 100点un・チョイス！第4回本公演 舞台「8（エイト）」（2017年12月20日 - 24日、中野ザ・ポケット）

2018年
- RAMPO chronicle特別公演「怪人二十面相」（2018年1月10日 - 12日、六行会ホール）
- 舞台「黒子のバスケ」IGNITE-ZONE（2018年4月6日 - 22日、サンシャイン劇場 / 5月1日 - 6日、森ノ宮ピロティホール / 5月11日 - 13日、日本青年館ホール）[10]
- 砂岡事務所プロデュース「変わり咲きジュリアン」（2018年8月22日 - 26日、あうるすぽっと） - 白瀬研二 役[11]
- 朗読劇「ハンサム落語」 第十幕（2018年11月6日 - 13日、CBGKシブゲキ!! / 11月16日 - 18日、朝日劇場）[12]
- もーれつア太郎 木枯らしに踊る花吹雪（2018年12月19日 - 24日、俳優座劇場）- 主演・ア太郎 役[13]

2019年
- 舞台「真・三國無双 赤壁の戦い」（2019年2月7日 - 17日、シアター1010）- 張飛 役[14]
- 舞台「幕末太陽傳 外伝」（2019年4月18日 - 28日、三越劇場）- 金造 役[15]
- 温泉ドラゴン 第13回公演「渡りきらぬ橋」（2019年6月21日 - 30日、座・高円寺1）- 長谷川はる 役[16]
- 「ハンサム落語」2ndシーズン（2019年7月20日 - 31日、赤坂RED/THEATER）[17]
- LIVEDOG｢013｣（2019年9月29日、新宿村LIVE）[18]
- イノサンmusicale（2019年11月29日 - 12月10日、ヒューリックホール東京） - ド・リュクセ 役[19]

2020年
- 「真・三國無双」20周年記念公演「舞台 真・三國無双 ～赤壁の戦い IF～」（2020年8月20日 - 24日、日本青年館ホール）- 張飛 役[20]

2024年
- 東京印 vol.25「蒼い薔薇のシグナル2024」〜人は燃え尽きるから面白い〜（2024年2月28日 - 3月3日、中野ザ・ポケット）[21]
- 東京印公演 vol.26「雨月 UGETSU〜悪魔の証明〜」（2024年7月24日 - 28日、中野ザ・ポケット）[22]
- 東京印produce「放課後のファラソド」（2024年11月13日 - 17日、テアトルBONBON）

2025年
- mitt managementコントステージ『ミットたうん』（5月24日 - 25日、CBGKシブゲキ!!）[23]
- WaVe's第8回公演『ドリルマン〜ドリルと町の自動販売機編〜』（6月18日 - 22日、コフレリオ新宿シアター）
- 『ミュージカル「忍たま乱太郎」 六年生単独ライブ ～ROKUTAN Zepp Tour～』（福岡公演 : 8月18日、19日、Zepp Fukuoka／大阪公演 : 8月21日、Zepp Namba) - 七松小平太 役
- 舞台『華の天羽組 -羽王戦争編- Powered by ヒューマンバグ大学』後編（東京公演 : 9月20日 - 28日、新宿FACE／大阪公演 : 10月3日 - 5日、近鉄アート館）- 渋谷大智 役

### インターネット
- 釣り好き役者のガチ釣りバラエティ「釣り猿」（2019年11月17日 - 、youtube）
- あきの子ちゃんねる(2020年12月28日)(YouTube)

けいちょんチャンネルにて、一緒に動画を作るスタッフと連絡が取れないと林本人が言っていた為休止中である。
- 「磯貝龍乎・林明寛の元気食堂」（2020年5月23日 - 、ニコニコ動画）[24]

### その他
- Cooking&Talk LIVE「COOKING BOYS♯13」（2013年11月22日 - 24日、中野）

## 脚本・演出
- 林家畳Vol.1『陽だまりの中で』（2019年1月23日 - 27日、シアターグリーン BIG TREE THEATER）作・演出[25][26]
- LIVEDOG『013』（2019年9月21日 - 29日、新宿村LIVE）演出[18]
- 舞台 『悪因悪果』（2020年3月4日 - 8日、俳優座劇場） 脚本・演出[27]
- タンバリンステージ×LIVEDOGプロデュース舞台『天満月のネコ』（2020年7月15日 - 19日、シアターサンモール）脚色・演出[28]
- 音楽朗読劇『世界から猫が消えたなら』（2021年10月7日 - 10日、六行会ホール）演出
- 音楽朗読劇『美男ペコパンと悪魔』（2023年12月21日 - 12月24日、労音大久保会館R'sアートコート）脚色・演出
- 舞台『オサエロ』（2024年8月14日 - 19日、両国Air studio）演出
- 音楽朗読劇『手紙』（2024年9月4日 - 8日、博品館劇場）脚本・演出[29]
- 舞台『メロスなんて大嫌い』（2024年12月21日 - 31日、上板橋グリーンドア）演出
- 『CASH on DELIVERY』（2025年2月6日 - 9日、あうるぽっと／2月14日 - 16日、名古屋市中川文化小劇場／3月8日 - 9日、松下IMPホール）演出[30]
- 舞台「Fight!」（2025年2月27日 - 3月3日、すみだパークシアター倉）脚本・演出
- 30-DELUX Special Theater 2025 『デスティニー-アドラメレクの鏡-』（2025年4月18日 - 25日、サンシャイン劇場／5月3日 - 4日、久留米シティプラザ／5月16日 - 18日、サンケイホールブリーゼ／5月23日 - 25日、名古屋市芸術創造センター／5月28日、埼玉公演）脚色・演出[31]
- 舞台『ウロボロスー警察ヲ裁クハ我ニアリー』（2025年10月24日 - 11月3日、CBGKシブゲキ!!）脚本・演出[32]